# مقاطعة بدرة
مقاطعة بدرة (بالفارسية: شهرستان بدره) هي إحدى مقاطعات محافظة عيلام في إيران. كان عدد سكان المقاطعة سنة 2011 حوالي 16,096 نسمة.